# ダニー・イングス
ダニー・イングス（Danny Ings, 1992年7月23日 - ）は、イングランド・ハンプシャー州ウィンチェスター出身のサッカー選手。ウェストハム・ユナイテッドFC所属。元イングランド代表。ポジションはフォワード。

## クラブ経歴

### ボーンマス
サウサンプトンFCの下部組織でキャリアをスタートさせたが、10歳の頃にクラブから放出され、15歳の頃にAFCボーンマスの下部組織に入団した。2009年10月6日、フットボールリーグトロフィーのノーサンプトン・タウンFC戦でプロデビューを果たした。その後、当時カンファレンス・サウスに属していたドーチェスター・タウンFCへの短期ローンを経て、2010年12月28日、フットボールリーグ1でのミルトン・キーンズ・ドンズFC戦でリーグ戦デビュー。2011年2月1日、ホームでのスウィンドン・タウンFC戦でプロ初ゴールを決めた。

### バーンリー
2011年8月15日、フットボールリーグ・チャンピオンシップのバーンリーFCに移籍し、4年契約を結んだ。移籍金は非公開だが100万英ポンドと推定されている。バーンリーには8ヶ月前にボーンマスからエディ・ハウ監督が移籍しており、新天地で再会を果たすことになった。
しかし、加入後間もなく膝の怪我により長期離脱を余儀なくされ、2012年2月14日、ホームでのバーンズリーFC戦で、チャーリー・オースティンとの交代でようやく移籍後初出場を果たした。
2012-13シーズンはジェイ・ロドリゲスがサウサンプトンに移籍したため、ストライカーのファーストチョイスとされたがプレシーズンマッチで以前負傷した箇所と逆側の膝を負傷し、またしても長期離脱を強いられた。
両膝の負傷を克服した2013-14シーズンはチャンピオンシップで20ゴールを記録し、クラブのプレミアリーグ昇格に貢献した。2014年3月にはリーズFWロス・マコーマックやレスターMFダニー・ドリンクウォーターを抑えて、フットボールリーグ・アワードのチャンピオンシップ年間最優秀選手に選ばれている。
2014年8月19日、ホームでのチェルシーFC戦でプレミアリーグデビューを果たし、10月26日のエヴァートンFC戦でプレミアリーグ初ゴールを記録した。2014-15シーズンはプレミアリーグ35試合に出場し11ゴールを決めた。

### リヴァプール
2015年6月8日、リヴァプールFCはイングスとの契約で合意したことを発表した。バーンリーとの契約満了後の7月1日にメディカルチェックを経て入団の予定となっている。なお、自由移籍ではあるが24歳以下の選手の移籍であるため、バーンリーに800万英ポンドの育成金が支払われる見込みであると報じられている。9月20日のノリッジ・シティ戦と10月4日のエヴァートンFCとのマージーサイド・ダービーでそれぞれ1得点の活躍をしたが、その後左ひざ前十字靭帯を断裂し、残りのシーズンを棒に振り長期離脱を強いられた。
2016-2017シーズンは、リハビリの結果リーグカップの試合で復帰したが、10月26日のトッテナム・ホットスパー戦で今度は前回と逆の右膝に大怪我を負い、軟骨を摘出する手術を受け、不運な2年連続の大怪我でこのシーズンの残りも欠場する結果となった。
2018年4月7日のエヴァートン戦で916日ぶりにリーグ戦で先発出場を飾った。その後同月21日のWBA戦では再び先発出場の上、2年半ぶりに公式戦でのゴールを奪った。

### サウサンプトン
2018年8月9日、サウサンプトンFCにレンタル移籍、シーズン終了後に完全移籍することが発表された。
2019年7月1日、サウサンプトンFCと2022年までの契約を締結し完全移籍した。11月9日のエヴァートン戦から12月8日のニューカッスル・ユナイテッドFC戦まで5試合連続ゴールを決めるなど、22ゴールを決めたが、1点差でゴールデンブーツのタイトルを逃した。

### アストン・ヴィラ
2021年8月4日、アストン・ヴィラFCと3年契約を結んだ事を発表。

### ウェストハム・ユナイテッド
2023年1月20日、ウェストハム・ユナイテッドFCに移籍した。2025年5月9日、契約満了によりクラブを退団することが発表された。

## 代表経歴
2013年10月3日、ガレス・サウスゲート監督率いるイングランドU-21代表に初招集され、1週間後のアウェーでのサンマリノ代表戦に途中出場した。代表2試合目となる11月19日のホームでのサンマリノ戦では2ゴールを決めて9-0での大勝に貢献している。
2020年8月、クラブでの活躍から、UEFAネーションズリーグ、アイスランド、デンマーク戦を戦うメンバーとして、約5年振りに代表に招集され、アイスランド戦で途中出場、約5年振りの出場を果たし、代表2キャップ目を刻んだ。2020年10月8日のウェールズ戦でフル代表での初ゴールを決めた。

## 私生活
2014年11月、身体的あるいは学習障碍を持つ子供にサッカーの指導を施す目的で「ダニー・イングス障碍者スポーツプロジェクト」を立ち上げた。

## 個人成績
| クラブ                        | シーズン | リーグ                 | リーグ | リーグ | FAカップ | FAカップ | リーグカップ | リーグカップ | その他 | その他 | 合計 | 合計 |
| クラブ                        | シーズン | リーグ                 | 出場   | 得点   | 出場     | 得点     | 出場         | 得点         | 出場   | 得点   | 出場 | 得点 |
| ----------------------------- | -------- | ---------------------- | ------ | ------ | -------- | -------- | ------------ | ------------ | ------ | ------ | ---- | ---- |
| ボーンマス                    | 2009-10  | リーグ2                | 0      | 0      | 0        | 0        | 0            | 0            | 1      | 0      | 1    | 0    |
| ボーンマス                    | 2010-11  | リーグ1                | 26     | 7      | —        | —        | 0            | 0            | 2      | 1      | 28   | 8    |
| ボーンマス                    | 2011-12  | リーグ1                | 1      | 0      | —        | —        | 0            | 0            | —      | —      | 1    | 0    |
| ボーンマス                    | 通算     | 通算                   | 27     | 7      | 0        | 0        | 0            | 0            | 3      | 1      | 30   | 8    |
| ドーチェスター・タウン (loan) | 2010-11  | カンファレンス・サウス | 9      | 4      | 2        | 2        | —            | —            | 2      | 1      | 13   | 7    |
| バーンリー                    | 2011-12  | チャンピオンシップ     | 15     | 3      | 0        | 0        | 0            | 0            | —      | —      | 15   | 3    |
| バーンリー                    | 2012-13  | チャンピオンシップ     | 32     | 3      | 1        | 0        | 0            | 0            | —      | —      | 33   | 3    |
| バーンリー                    | 2013-14  | チャンピオンシップ     | 40     | 21     | 1        | 1        | 4            | 4            | —      | —      | 45   | 26   |
| バーンリー                    | 2014-15  | プレミアリーグ         | 35     | 11     | 1        | 0        | 1            | 0            | —      | —      | 37   | 11   |
| バーンリー                    | 通算     | 通算                   | 122    | 38     | 3        | 1        | 5            | 4            | 0      | 0      | 130  | 43   |
| リヴァプールFC                | 2015-16  | プレミアリーグ         | 6      | 2      | 0        | 0        | 1            | 1            | 2      | 0      | 9    | 3    |
| リヴァプールFC                | 2016-17  | プレミアリーグ         | ０     | 0      | 0        | 0        | 2            | 0            | -      | -      | 2    | 0    |
| リヴァプールFC                | 2017-18  | プレミアリーグ         | 8      | 1      | 1        | 0        | 1            | 0            | 4      | 0      | 14   | 1    |
| リヴァプールFC                | 通算     | 通算                   | 14     | 3      | 1        | 0        | 4            | 1            | 6      | 0      | 25   | 4    |
| サウサンプトンFC              | 2018-19  | プレミアリーグ         | 24     | 7      | -        | -        | 1            | 1            | -      | -      | 25   | 8    |
| サウサンプトンFC              | 2019-20  | プレミアリーグ         | 38     | 22     | 2        | 1        | 2            | 2            | -      | -      | 42   | 25   |
| サウサンプトンFC              | 2020-21  | プレミアリーグ         | 29     | 12     | 3        | 1        | 1            | 0            | -      | -      | 33   | 13   |
| サウサンプトンFC              | 通算     | 通算                   | 91     | 41     |          |          |              |              | -      | -      |      |      |
| アストン・ヴィラ              | 2021-22  | プレミアリーグ         | 30     | 7      | 1        | 0        | -            | -            | -      | -      | 31   | 7    |
| アストン・ヴィラ              | 2022-23  | プレミアリーグ         | 18     | 6      | 1        | 0        | 2            | 1            | -      | -      | 21   | 7    |
| アストン・ヴィラ              | 通算     | 通算                   | 48     | 13     | 2        | 0        | 2            | 1            | -      | -      | 52   | 14   |
| ウェストハム・ユナイテッド    | 2022-23  | プレミアリーグ         | 17     | 2      | -        | -        | -            | -            | 5      | 1      | 22   | 3    |
| ウェストハム・ユナイテッド    | 2023-24  | プレミアリーグ         | 20     | 1      | 2        | 0        | 2            | 0            | 6      | 0      | 30   | 1    |
| ウェストハム・ユナイテッド    | 2024-25  | プレミアリーグ         | 15     | 1      | 1        | 0        | 1            | 0            | -      | -      | 17   | 1    |
| ウェストハム・ユナイテッド    | 通算     | 通算                   | 52     | 4      | 3        | 0        | 3            | 0            | 11     | 1      | 69   | 5    |
| 総通算                        | 総通算   | 総通算                 | 354    | 106    | 14       | 3        | 18           | 9            | 20     | 2      | 369  | 112  |

## 代表歴

### 出場大会
- U-21イングランド代表
  - 2015年 - UEFA U-21欧州選手権2015（グループリーグ敗退）

### 試合数
国際Aマッチ 3試合 1得点（2015年- ）
| イングランド代表 | 国際Aマッチ | 国際Aマッチ |
| 年               | 出場        | 得点        |
| ---------------- | ----------- | ----------- |
| 2015             | 1           | 0           |
| 2020             | 2           | 1           |
| 通算             | 3           | 1           |

### ゴール
| #  | 日時           | 場所                               | 相手       | スコア | 結果 | 大会        |
| -- | -------------- | ---------------------------------- | ---------- | ------ | ---- | ----------- |
| 1. | 2020年10月10日 | ロンドン、ウェンブリー・スタジアム | ウェールズ | 3-0    | 3-0  | 国際Aマッチ |